# Alessandro Cassis
Alessandro Cassis (Bèrgam, 9 de febrer de 1937 - Bèrgam, 20 de novembre de 1998) fou un baríton italià.
Va estudiar a Roma i Milà. El 1969 fou el guanyador del concurs de cant de Busseto i Treviso i l'any següent finalista en el concurs de cant a Parma. Va debutar el 1969 amb Madama Butterfly de Puccini.